# یواس‌اس ویهاوکن (۱۸۶۲)
یواس‌اس ویهاوکن (۱۸۶۲) (به انگلیسی: USS Weehawken (1862)) یک کشتی بود که طول آن ۲۰۰ فوت (۶۱ متر) بود. این کشتی در سال ۱۸۶۲ ساخته شد.